# Zhongornis
Zhongornis is een basaal geslacht van uitgestorven vogels uit het Vroeg-Krijt van het huidige China. De enige benoemde soort is Zhongornis haoae.

## Naamgeving en vondst
De typesoort Zhongornis haoae is in 2008 benoemd en beschreven door Gao Chungling, Luis María Chiape, Meng Qinjing, Jingmai Kathleen O'Connor, Wang Xuri, Cheng Xiaodong en Liu Jinyuan. De geslachtsnaam is afgeleid van het Chinees zhong, 'tussenliggend' en het Klassiek Griekse ὄρνις, ornis, 'vogel', een verwijzing naar het vermoeden dat de soort een schakel vormt tussen vogels met een lange staart en vogels met een pygostyle. De soortaanduiding eert een zekere mevrouw Hao die het specimen geschonken heeft aan een wetenschappelijke instelling.
Het holotype D2455/6 is gevonden in de Dawangzhangzilagen van de Yixianformatie die stammen uit het vroege Aptien, ongeveer 125 miljoen jaar oud. Het bestaat uit een plaat en tegenplaat waarop de resten van een vrijwel volledig skelet van een jong dier. Resten van slagpennen aan de arm en de staart zijn bewaard gebleven. Het is wel verondersteld dat het om een mannelijk exemplaar zou gaan.

## Beschrijving

### Grootte en onderscheidende kenmerken
Het holotype van Zhongornis betreft een klein jong, van de punt van de snuit tot het puntje van de staart ongeveer negen centimeter lang. Samen met de slagpennen heeft het dier een vleugelspanwijdte van ruim twintig centimeter. Het opperarmbeen heeft een lengte van 15,9 millimeter. De kop is spits met een brede achterkant. De achterpoten zijn stevig gebouwd; het dijbeen heeft een lengte van 15,3 millimeter, het scheenbeen van 20,5 millimeter. De grootte van de volwassen vorm is onduidelijk. De beschrijvers gingen ervan uit dat het zichtbare verenkleed erop duidt dat het individu niet ver van de volwassen omvang verwijderd was. Vermoedelijk was het in staat te vliegen en is het in feite na een vlucht in de modder van het meer terechtgekomen waarin het gefossiliseerd is. Moderne vogels groeien nadat ze vliegvlug zijn geworden nauwelijks meer door. De geringe omvang is door de beschrijvers als argument gebruik om te veronderstellen dat het een apart taxon betreft, en verschillende eigenschappen die normaal zijn voor jonge dieren maar bij de rijping verdwijnen, werden als onderscheidende kenmerken geïnterpreteerd.
De diagnose werd hierdoor als volgt: tanden ontbreken; de staart bestaat uit dertien of veertien onvergroeide wervels zodat een pygostyle ontbreekt; het ravenbeksbeen is balkvormig en onderaan verbreed; de deltopectorale kam op het opperarmbeen mist een opening; de formule van de vingerkootjes is 2-3-3-0-0; de grootste handklauw bevindt zich op de eerste vinger, terwijl de klauwen van de tweede en derde vinger ongeveer even groot zijn. Later onderzoek schatte het totaal aan staartwervels op minstens twintig. 
Deze kenmerken zijn echter merendeel of niet verschillend van mogelijke verwante groepen of een mogelijk gevolg van de jonge leeftijd. De enige echt unieke eigenschap is het volledig gereduceerd zijn van het eerste kootje van de derde vinger.

### Skelet
De vorm van de schedel is moeilijk waarneembaar; het kan zijn dat die in feite langer was dan het fossiel suggereert omdat daarbij de neusbeenderen over de achterkant geschoven zijn. Het aantal ruggenwervels bedraagt minstens elf. Deze hebben geen pleurocoelen. Het aantal sacrale wervels is omstreden; oorspronkelijk werd dat gemeld als zes of zeven maar later onderzoek concludeerde dat het ook vijf kan hebben bedragen. De staart telt vermoedelijk twintig staartwervels, misschien zo veel als vierentwintig. De individuele staartwervels zijn tamelijk gedrongen, vooral de voorste, minstens vier maar misschien elf in getal, die wellicht vergroeid waren. Een duidelijke overgang tussen de staartbasis en de middelste staart ontbreekt. De voorste staartwervels werden eerst niet als zodanig onderkend zodat de oorspronkelijke beschrijving de caudale wervels op dertien à veertien schat. De staart toont geen verlengde gewrichtsuitsteeksels en de chevrons zijn niet waarneembaar.
Het schouderblad is niet verbreed aan het bovenste uiteinde. De balkvorm van het ravenbeksbeen kon later onderzoek niet bevestigen. Er is geen foramen in zichtbaar. Het vorkbeen is robuust en de takken, die abrupt dun uitlopen, maken een hoek van 80° met elkaar. Er zijn geen borstbeenderen bewaard gebleven.
Het opperarmbeen heeft een goed ontwikkelde deltopectorale kam en een verbreed uiteinde. In de onderarm is de ellepijp maar iets breder dan het spaakbeen; beide botten zijn sterk ingesnoerd. Aangezien het om een jong exemplaar gaat, zijn de polsbeenderen nog niet goed verbeend; één of twee beenkernen zijn waarneembaar. Het eerste middenhandsbeen is kort maar breed en robuust. Hij heeft een derde van de lengte van het tweede middenhandsbeen en een grote breedte; dat laatste is een basaal kenmerk en is nooit eerder bij een vogel gemeld. Hetzelfde geldt voor het feit dat het eerste kootje van de eerste vinger langer is dan het tweede middenhandsbeen. Het tweede kootje van de tweede vinger is langer dan het eerste, een basaal kenmerk dat met basale vogels gedeeld wordt. Dat de derde vinger drie kootjes heeft is uniek in de Theropoda: ander soorten hebben er of vier, de oorspronkelijke toestand, of twee of minder. Het lijkt erop dat of het eerste of het tweede kootje is weggevallen. Beide overgebleven bovenste kootjes zijn goed ontwikkeld en breder dan het vrij smalle derde middenhandsbeen. De handklauwen zijn matig gekromd, niet sterk zoals bij de meeste vogels met klauwen. De bult voor de aanhechting van de buigende spier is op de tweede klauw zwak ontwikkeld.
Volgens de oorspronkelijke beschrijving heeft het zitbeen een duidelijk uitsteeksel op de bovenste achterrand; nieuw onderzoek wijst erop dat dit in feite de tak naar het darmbeen is. Het zitbeen is kort met maar iets meer dan de helft van de lengte van het dijbeen, een afgeleid kenmerk. De achterrand is hol; het uiteinde loopt taps en stomp toe.
De achterpoot is slecht bewaard zodat deze weinig anatomische informatie verschaft. Het derde middenvoetsbeen is het langst, gevolgd door het vierde en tweede. Deze laatste zijn gelijk in breedte, terwijl het derde toegeknepen lijkt in de middenschacht. De teenkootjes nemen naar het uiteinde van de voet in lengte toe, een teken van een boombewonende levenswijze. De voetklauwen zijn licht gekromd met licht taps toelopende punten. 
De voorpoten hebben 85 procent van de lengte van de achterpoten wat kort is voor basale vogels waar deze verhouding wel op 160 procent ligt zoals bij Sapeornis.

## Fylogenie
Volgens een analyse van de beschrijvers was Zhongornis de zustersoort van de Pygostylia. dat zou goed overeenkomen met de vorm van de staart die wel verkort is in vergelijking met meer basale vogels maar nog niet versmolten in een pygostyle. Een analyse van Zhou Zhonge uit 2010 gaf Zhongornis nog iets basaler, onder Zhongjianornis. Andere onderzoekers kunnen dit echter niet bevestigen als het holotype niet als een volwassen vorm in de matrix van de analyse wordt gecodeerd. Zij zien het als waarschijnlijker dat het jong van een of ander lid van de Confuciusornithidae betreft.
Een studie van Jingmai Kathleen O’Connor uit 2014 echter concludeerde dat Zhongornis geen speciale eigenschappen met de Confuciusornithidae deelde maar wel met de Scansoriopterygidae. Een cladistische analyse plaatste Zhongornis basaal in de Avialae buiten zowel de Aves als de scansoriopterygiden. In dat geval zou Zhongornis onder de gangbare definities geen vogel zijn. Een probleem hierbij is opnieuw de jonge leeftijd die een te basale positie kan suggereren.